# Urania (muze)

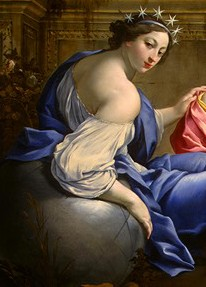
Urania

Urania (Grieks: Οὐρανία) is een van de negen muzen uit de Griekse mythologie. Haar naam betekent 'hemelse'. Ze is de muze van de sterrenkunde, een tak van de wetenschap die in de klassieke oudheid vooral geassocieerd werd met vrouwen. Haar attributen zijn een hemelbol en een schrijfstift.
Verscheidene sterrenkundige instituten werden naar haar genoemd, zo onder meer de volkssterrenwacht Urania te Hove bij Antwerpen
Clio · Erato · Euterpe · Kalliope · Melpomene · Polyhymnia · Terpsichore · Thaleia · Urania